# Успенська церква (Піски)
Успенська церква — дерев'яна церква в селі Піски Лубенського району Полтавської області. Пам'ятка архітектури національного значення, охоронний № 1480.

## Історія
Найдавніша письмова згадка відноситься до 1754, коли київським митрополитом Самуїлом (Миславським) до храму було видано новий антимінс.
У 1786—1788 за клопотанням архімандрита Лубенського Мгарського Спасо-Преображенського монастиря Дамаскіна церква була перебудована.
1861 до церкви прибудували дерев'яну дзвіницю.
У 1902 володіла 7 десятин землі церковної, 33 десятин ружної. Мала церковну сторожку, будинок для квартири священика. Діяли бібліотека, однокласна церковнопарафіяльна школа.
Нова, дерев'яна, на мурованому цоколі, з прибудованою дзвіницею церква збудована 1914.
Громада церкви відновила діяльність під час німецької окупації 1942.
По війні громада була зареєстрована органами радянської влади 08.01.1948 за № 204. Для релігійних відправ використовувала будівлю колишньої церкви площею 170 кв. м. Знята з державної реєстрації 1960.
Церковна будівля у 1948 значилася як пам'ятка архітектури (охоронний договір № 34).
До кінця 1980-х споруда використовувалася як зерносховище місцевого колгоспу.
У новітній час релігійна громада була утворена як громада УПЦ МП. Зареєстрована органами державної влади 20.03.1992 за № 60. Богослужіння проводяться у культовій споруді.

## Опис
Храм хрещатий у плані, на кам'яному фундаменті, однокупольний, зі стрункою триярусною дзвіницею. Досить багато прикрашений різьбленими пасками, карнизиками, щипцями, пілястрами. Південні і північні рамена прямокутні, мають окремі входи, прикрашені двоколонними портиками з трикутними фронтончиками. Центральний четверик увінчано наметовим верхом на світловому восьмерику. Стіни прикрашено карнизами з ажурною різьбою та невеликими напівциркульними, трикутними і колоподібними арочками.
Невисокі кутові зруби підкреслюють ступенчатость силуету. Вертикальну спрямованість споруди підсилюють трикутні фронтончики фасадів, граней барабана і куполу. Стіни горизонтально обшиті, завершені карнизами з ажурною дерев'яною різьбою і невеликими напівциркульними, трикутними і кілевидними арочками. Із західного боку сполучається з дзвіницею, на 1-му ярусі якої – головний вхід, також оздоблений двоколонним портиком з трикутним фронтончиком. Численні кутові зрубики, портики головного і бічних входів підкреслюють струнку пірамідальну композицію споруди, в якій домінує багатоярусна дзвіниця, увінчана наметовим верхом із заломом.

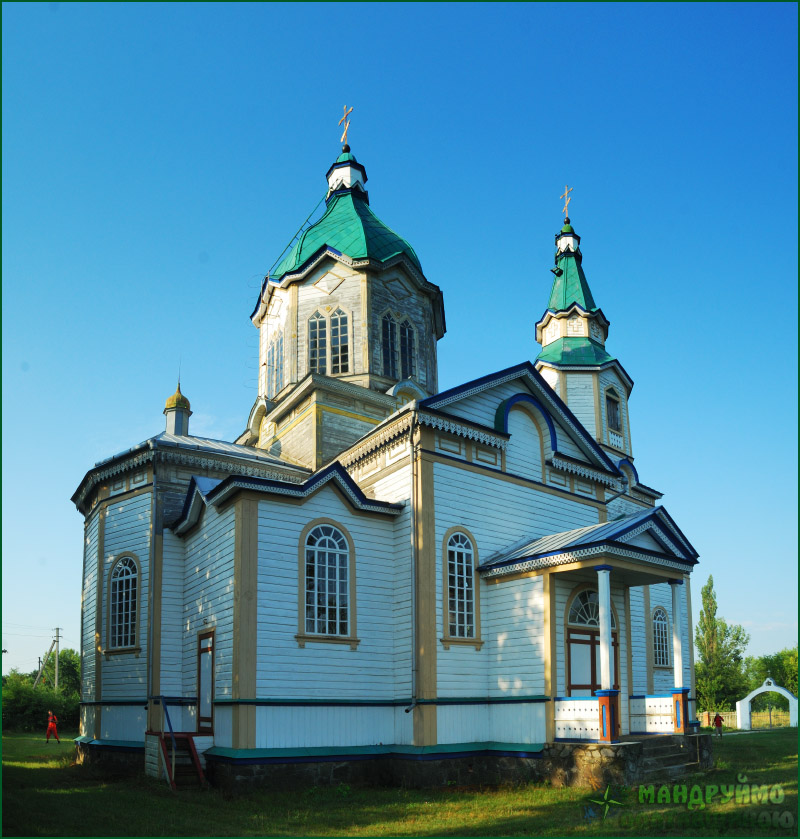
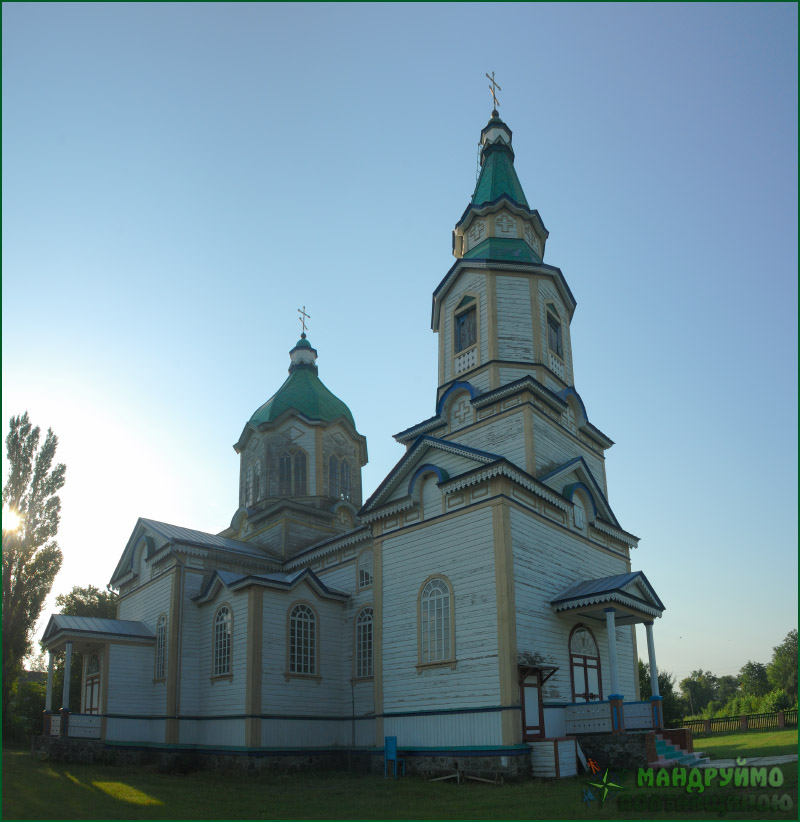
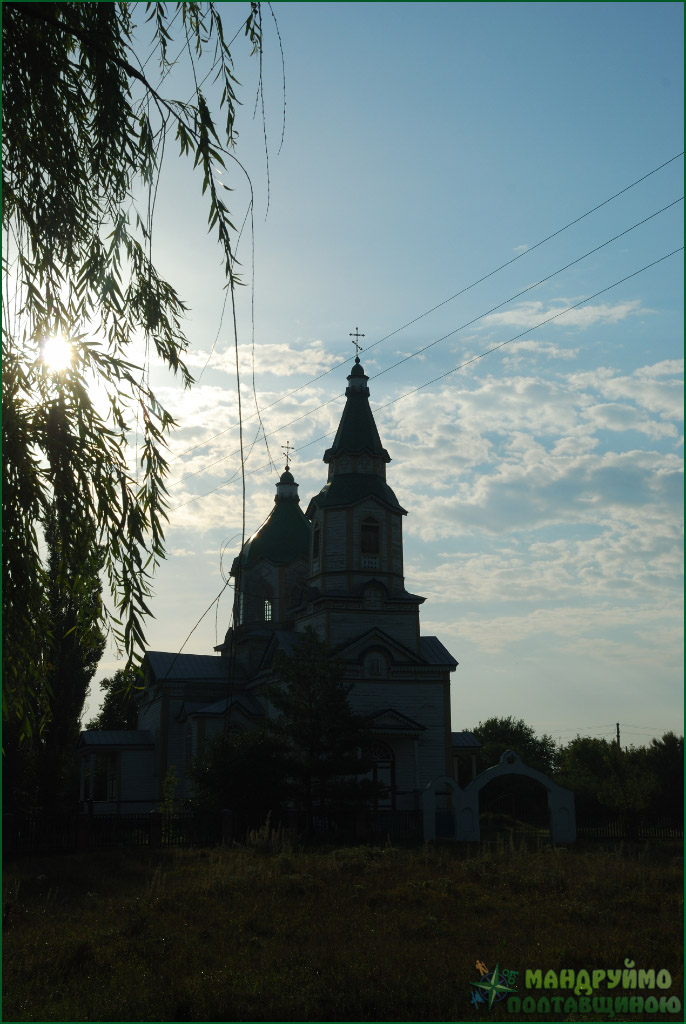
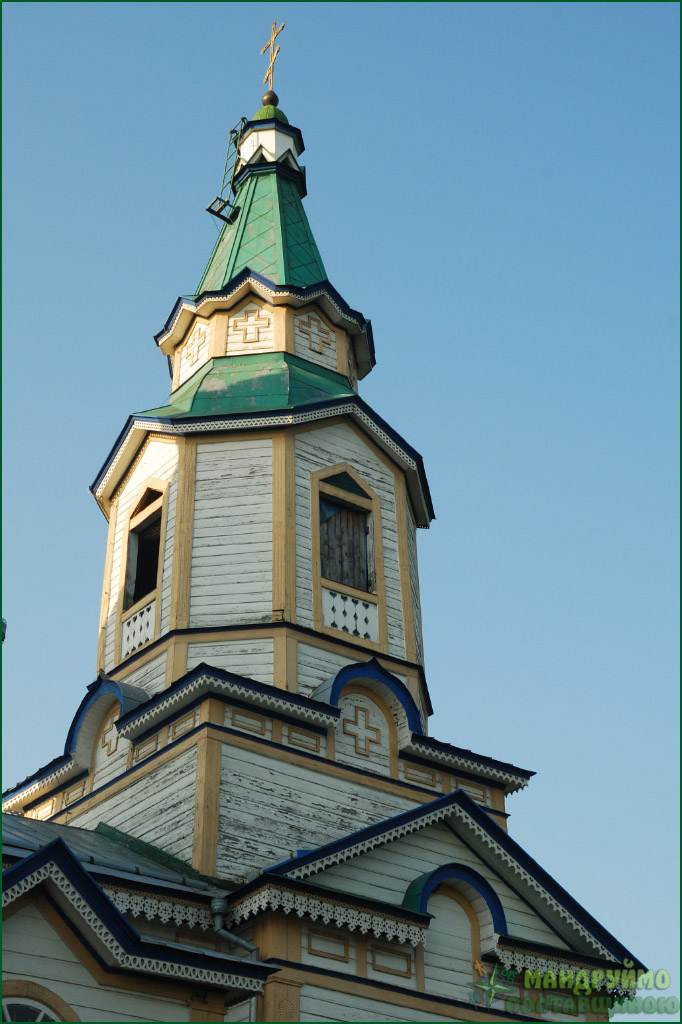

Купола мають деякі риси бароко.

## Цікаві факти
Коли в радянські часи, намагалися зруйнувати дзвіницю, трос порвався і дзвіниця встояла. А в 1943 р взагалі сталося диво — в храм потрапили два снаряди і … не розірвалися!
В 1960-80-х роках служби не проводилися і храм використовувався, як зерносховище колгоспу. З 1992 р повернутий громаді.
Зараз чудова церква є головною прикрасою села Піски.